# Stadion Junist' w Wołoczyskach
Stadion Junist' – stadion sportowy w Wołoczyskach, na Ukrainie. Został otwarty w 1980 roku. Może pomieścić 2700 widzów. Swoje spotkania rozgrywają na nim piłkarze klubu Ahrobiznes Wołoczyska.
W 2018 roku grający na tym obiekcie klub Ahrobiznes Wołoczyska awansował do perszej lihi (drugi szczebel rozgrywkowy). Wcześniej rozgrywki drugiego poziomu ligowego stadion gościł w sezonie 2003/2004, kiedy to pięć spotkań rozegrał na nim zespół Podilla Chmielnicki.